# Nova onada a la literatura sarda
La nova onada a la literatura sarda es refereix al conjunt d'obres de la literatura de Sardenya escrites des de la dècada de 1980 fins a l'actualitat.

## Història
Les denominacions «primavera literària sarda» i «nova onada literària sarda» sovint es fan servir per descriure les obres literàries escrites per diversos autors de Sardenya a partir de la dècada de 1980. Està formada per novel·les i altres textos escrits (de vegades també per cinema, teatre i altres obres d'art) que comparteixen constants estilístiques i temàtiques. Formen un tipus de ficció que inclou elements que deriven principalment, però no exclusivament, del context i història de Sardenya, Itàlia i Europa. La definició de "primavera", "nova onada", o simplement "nova literatura sarda" es deu a la qualitat, quantitat i èxit internacional de bona part de les obres publicades per aquests autors, traduïdes a diverses llengües.
La nova onada es considera una de les literatures regionals en italià més destacades, malgrat que de vegades també s'escriu en alguna de les llengües minoritàries de Sardenya (el sard, el català, el cors i el genovès).
Segons l'opinió més estesa, la nova onada a la literatura sarda va començar amb el trio format per Giulio Angioni, Sergio Atzeni i Salvatore Mannuzzu, i va continuar amb autors com Salvatore Niffoi, Alberto Capitta, Giorgio Todde, Michela Murgia, Flavio Soriga, Milena Agus i Francesco Abate, entre d'altres.
La primavera literària de Sardenya també és considerada el resultat contemporani, a escala europea, de les obres de figures sardes destacades com Grazia Deledda, guanyadora del premi Nobel de literatura el 1926, Emilio Lussu, Giuseppe Dessì, Gavino Ledda, Salvatore Satta i altres.